# Goldorak
Goldorak (UFOロボ グレンダイザー, Yūfō Robo Gurendaizā, littéralement « Grendizer, le robot OVNI » ; titre officiel en anglais « Ufo Robot Grendizer Raids »), est une série animée japonaise en 74 épisodes de 24 minutes, conçue, réalisée et produite par Toei Animation en 1975 d'après une idée originale de Tōei Dōga et de son film Uchū Enban Daisensō. Il s’agit du troisième volet de la trilogie Mazinger.
Sponsorisée par l'entreprise Popy et la chaîne Fuji TV, et accompagnée d'un manga de Gō Nagai, puis de Gosaku Ōta, la série est diffusée au Japon du 5 octobre 1975 au 27 février 1977, chaque dimanche avant vingt heures sur la chaîne nippone Fuji TV, remplaçant alors la série Great Mazinger.
La série donnera lieu à un ouvrage intitulé Roman Album, publié par Tokuma Shoten fin 1978 au Japon, dans lequel s'expriment différents auteurs et artistes ayant pris part à l'aventure.
En France, la série renommée Goldorak, le robot de l'espace fait son apparition sur la chaîne Antenne 2 dès la première émission de Récré A2, le 3 juillet 1978 à 18 heures, sous l'impulsion de la directrice de l'unité jeunesse et créatrice de l'émission, Jacqueline Joubert.
La diffusion complète se fait en plusieurs salves, à raison de deux puis un épisode par semaine, mais l'ordre chronologique de la série n'est pas toujours respecté. Des rediffusions aléatoires, entrecoupées d'inédits et comprenant les six derniers épisodes, perdurent jusqu'au 24 octobre 1980. Au Québec, la série est diffusée à partir du 9 septembre 1978 sur le réseau TVA.
En 2013, Goldorak fait son retour sur la chaîne Mangas avant d'être rediffusé partiellement sur France 4 en 2022 ; il est finalement disponible sur les plates-formes Okoo et Paramount+ en 2023.
En octobre 2021, avec l'accord de Gō Nagai, cinq auteurs français publient une bande dessinée hommage à la série originale, simplement intitulée Goldorak, et qui situe l'action 10 ans après la fin de l'anime.
En août 2024, un reboot de la série animée composé de 13 épisodes réalisés par Mitsuo Fukuda et écrits par Ichiro Okouchi, intitulé Grendizer U a été diffusé en version originale sous titrée sur la chaine Mangas.

## Résumé
Un empire extraterrestre belliqueux, Véga, a asservi et ravagé la lointaine planète avancée et pacifique d'Euphor. Le prince d'Euphor a toutefois pu échapper au massacre en leur soustrayant la machine de combat Goldorak (Grendizer en V.O.) pouvant voyager à travers l'espace arrimé dans sa soucoupe porteuse. Le prince trouve refuge sur Terre deux ans avant le début de l'intrigue ; il est alors découvert, soigné et adopté par un scientifique humaniste : le professeur Procyon (Genzō Umon en V.O.), directeur d'un centre de recherches spatiales localisé au pied des Monts Yatsugatake. Ce dernier lui donne l'identité d'Actarus Procyon, son fils, et dissimule Goldorak dans une base souterraine située sous le Centre. En tous points humain extérieurement, contrairement aux humanoïdes au physique plus « exotique » de Véga, Actarus mène une vie de Terrien ordinaire et travaille comme garçon d'écurie au ranch du Bouleau Blanc voisin (ranch Shirakaba en V.O.), co-géré (en V.O.) par Rigel et Procyon.
Lorsque l'empire de Véga tourne sa soif de conquêtes vers la Terre, il établit une base militaire dans ce but sur la face cachée de la Lune. Actarus, bien que très réticent à reprendre les commandes de son « engin de mort », s'oppose bien vite à leurs plans en combattant, avec Goldorak, leurs soucoupes et monstres robotiques. Il est aidé initialement par Alcor, qui pilote ici une modeste soucoupe construite par ses soins, l'O.V. Terre (« objet volant terrien », T.F.O. en V.O., par analogie avec U.F.O.). Celui-ci sera détruit par un golgoth au cours de l’épisode 27 et remplacé par un éphémère OVTerre triangulaire à son tour détruit dans l'épisode 30. Il prend ensuite les commande de l'Alcorak, premier engin imaginé par le Pr Procyon dans l’épisode 35. Dès l’épisode suivant, Alcorak est amélioré en pouvant se jumeler avec Goldorak ce qui donne au robot la possibilité de voler sans sa soucoupe.
Au fil de la série, l'identité secrète d'Actarus le devient de moins en moins, et deux jeunes filles finissent par rejoindre le tandem masculin de départ : d'abord Vénusia (Hikaru Makiba en V.O.) , la fille de Rigel, puis Phénicia (Maria en V.O.), la sœur cadette du prince, retrouvée aux trois quarts de la série, qui a elle aussi échappé au massacre d'Euphor. Le quatuor devient la Patrouille des Aigles (Grendizer Team en V.O.), équipée de trois engins qui s'assemblent à la partie « robot » de Goldorak (le Dizer en V.O.) : Alcorak (Alcor) pour les combats aériens, Vénusiak (Vénusia) pour les affrontements sous-marins et Fossoirak (Phénicia) pour ceux se déroulant sous terre, à mesure que les stratagèmes de Véga deviennent plus complexes. Le Grand Stratéguerre (Véga) finit par abandonner sa planète, détruite dans une catastrophe, pour commander personnellement l'invasion de la Terre. À la fin de la série, il est anéanti, ainsi que les restes de sa flotte, dans un combat ultime et rapide contre Goldorak et le Cosmorak (assemblage de trois engins spatiaux de la patrouille des aigles) entre la Terre et la Lune.
Tous les protagonistes étant sortis vainqueurs de cette dernière bataille, Actarus et Phénicia prennent, à bord de Goldorak, la route d'Euphor, qu'ils n'ont jamais oubliée, avec l'espoir d'y refonder une civilisation.
Tout au long de la série, Actarus affronte des envoyés de Véga, dont certains sont de vieilles connaissances, voire des proches, qu'il a côtoyés au temps où il vivait sur Euphor. Ces rencontres ou ces retrouvailles se soldent par des victoires parfois très amères pour le prince d'Euphor.

## Personnages

### Protagonistes

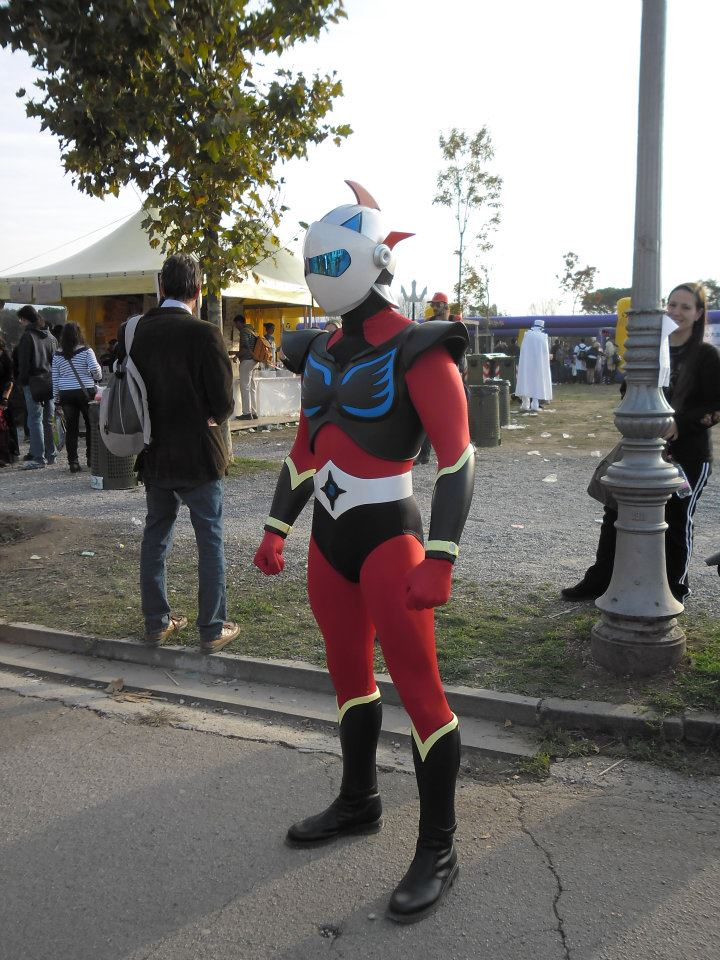
Cosplay d'Actarus au Lucca Comics and Games de 2011.

- Actarus (宇門 大介, Umon Daisuke?) / Prince d'Euphor (デューク・フリード, Dyūku Furīdo?) : Prince héritier de la planète Euphor ayant fui sa planète natale à bord de Goldorak après la destruction de sa civilisation par les forces de Véga, soustrayant ainsi la machine à l'ennemi qui souhaitait s'en servir. Il est tourmenté, introverti et mélancolique, ne rêvant que de paix. Guitariste à ses heures, dans des moments de recueillement, il interprète des œuvres au style flamenco. C'est malgré lui (en V.O.) qu'il reprend les commandes de son appareil pour défendre la Terre. Il s'avère réfléchi et implacable au combat et révèle un sens des responsabilités particulièrement élevé. Son passé est révélé par touches tout au long de la série, notamment la nature de ses relations avec plusieurs autres personnages extraterrestres apparaissant comme héros ou héroïnes d'un épisode. Sa nature extraterrestre lui confère en outre, sur Terre, des capacités physiques exceptionnelles[8]. Il souffre aussi fréquemment des conséquences d'une blessure d'origine radioactive qui menace sa vie à partir de l'épisode 30. À partir de l'épisode 36, il accepte de devoir coupler son appareil au nouveau vaisseau d'Alcor, baptisé Alcorak et de combattre régulièrement en mode assemblé, y compris par la suite avec les vaisseaux de Vénusia (le Vénusiak) et de Phénicia (le Fossoirak).
- Alcor (兜 甲児, Kabuto Kōji?) : Héros de la série antérieure Mazinger Z, il figure ici en qualité de partenaire du protagoniste principal. Les seules évocations de son statut de pilote du robot Mazinger Z résideront dans un bref flashback du premier épisode, et dans la visite, dans les épisodes 14 et 31, de ses anciens comparses. Hormis ces trois exceptions, les liens entre les deux séries seront totalement inexistants. Ingénieur à la NASA, Alcor est de retour dans son pays natal pour étudier de récents passages d'OVNI dans la région du Mont Fuji[9]. Il est un jeune homme impétueux épris de justice. Téméraire plus que courageux, il met souvent sa vie (et celle d'autres) en danger par son impulsivité. Sa lutte aux côtés d'Actarus lui apprend la sagesse et la patience[10] tout en apportant à son ami l'énergie nécessaire pour remporter à chaque fois la victoire. Il combat d'abord aux commandes d'une petite soucoupe expérimentale appelée OV-Terre, avant que le Professeur Procyon conçoive un engin beaucoup plus puissant, l'Alcorak, qui pallie certaines lacunes de Goldorak en combat aérien.
- Professeur Procyon (宇門 源蔵（所長, Umon Genzō (Shochō)?) : Scientifique et directeur du Centre d'Études spatiales situé sur les terres du ranch du Bouleau Blanc. Procyon est un savant d'une intelligence exceptionnelle, grand et sage humaniste, obligé, à son grand dam, de transformer son Centre en une invincible forteresse de métal pour lutter contre Véga. Calme et réfléchi, il guide souvent Actarus dans ses choix ; il l'a recueilli et adopté lorsque Goldorak s'est écrasé sur Terre. Actarus lui transmet la technologie photo-énergique développée sur sa planète natale (et avec laquelle fonctionne Goldorak), ce qui permet aux autres appareils d'en bénéficier.
- Rigel (牧場 団兵衛, Makiba Danbei?) : Rigel (prononcé en français : [ʁigɛl], « Riguel ») est le propriétaire du ranch du Bouleau Blanc ainsi que du terrain où se trouve le Centre Spatial. C'est un homme d'âge mûr, au physique peu commun, au tempérament colérique, têtu, mythomane et souvent porté sur l'excès de boissons alcoolisées. Il est fasciné par l'Ouest américain dont il adopte les codes vestimentaires et les comportements. Il se targue constamment d'un tumultueux passé de cow-boy au Far West, dont on ne sait trop s'il est réel ou imaginaire. Ses principales préoccupations sont, au début de la série, de surveiller sa fille Vénusia et d'entrer en contact avec des OVNI. Président du « Comité d'accueil des hommes de l'espace », il passe le plus clair de son temps juché sur un poste d'observation l’œil rivé à un télescope. Il comprend son erreur lorsqu'il rencontre Hydargos. Malgré tout, il a bon fond, est un père attentionné et n'est pas si stupide qu'il en a l'air. Comme d'autres personnages récurrents de Gō Nagai, il joue principalement un rôle comique dans la série, amenant régulièrement des intermèdes humoristiques qui iront néanmoins en se raréfiant dans la deuxième partie de la série.
- Vénusia (牧場 ひかる, Makiba Hikaru?) : Fille de Rigel, elle est amoureuse d'Actarus et la relation entre les deux protagonistes évolue au fil de la série. Elle est d'abord tenue dans l'ignorance de la véritable identité de ce dernier, jusqu'à ce qu'elle découvre son secret. Elle en comprend les enjeux et devient un soutien moral du prince dans son combat. Grièvement blessée au cours d'une attaque de Véga, elle est sauvée grâce à une transfusion du sang d'Actarus. Intrépide, elle s'intègre au binôme que formaient jusque-là Actarus et Alcor. Un vaisseau amphibie, le Vénusiak, lui est attribué pour qu'elle puisse participer aux combats[11]. Malgré l'effort des scénaristes et un nouveau design, l'évolution du personnage de Vénusia s'accompagne d'une chute des audiences de la série. Pour y remédier, une autre fille, Phénicia, fait son apparition et le rôle de Vénusia s'efface progressivement.
- Phénicia (グレース・マリア・フリード, Gurēsu Maria Furīdo?) : Princesse d'Euphor et sœur cadette d'Actarus[11], elle aussi a trouvé refuge sur Terre. Son arrivée tardive dans la série s'explique par une stratégie de regain d'audience (première apparition dans l'épisode 49, où lui est aussi révélé son statut de princesse). Vive et intrépide, Phénicia sait aussi se montrer douce et sensible le moment venu. Elle apprend avec son grand frère à s'intégrer dans la Patrouille et semble (en V.F.) exprimer des sentiments pour Alcor. En combat, elle pilote un engin muni d'une double tarière appelé Fossoirak permettant à Goldorak de se mouvoir et de combattre sous terre. Elle possède en outre, comme son frère, des dons de perception extrasensorielle qui ne sont que peu évoqués/utilisés (tout comme le Translucidateur d'Actarus).
- Mizar (牧場 吾郎, Makiba Gorō?) : Petit frère de Vénusia, c'est encore un enfant qui va à l'école ; bien qu'orphelin de mère, il évolue dans un environnement familial et entouré de nature. Il se montre plein d'admiration pour Actarus, à qui il souhaiterait ressembler même s'il ne comprend pas toujours ses attitudes. Diverses situations lui donnent l'occasion de tenir tête à son père et, d'une façon générale, à des aînés obtus, pour apprendre à défendre intelligemment ses convictions, ce à quoi l'encourage Actarus.
- Antarès (山田, Yamada?), Argoli (林 アキラ, Hayashi Akira?), Cochyre (大井／佐伯, Ōi / Saeki?) et Octan (?) : Assistants scientifiques du professeur Procyon, travaillant au Centre de recherches spatiales.
- Banta (荒野 番太, Arano Banta?) : Garçon de ferme fruste, bagarreur et grossier, constamment affublé d'un sombrero et d'une chemise bariolée. Lui et sa mère vivent dans une ferme voisine du ranch du Bouleau Blanc. Lorsqu'il ne cherche pas querelle, il passe son temps à faire lourdement la cour à Vénusia, ce qui lui vaut au mieux l'indifférence des protagonistes, sinon les menaces de pendaison de la part du père. Il n'apparaît plus dans la série après l'épisode 31.

### Ennemis
- le Grand Stratéguerre (恐星大王ベガ, Kyōsei daiō Bega?) (signifiant littéralement "Vega, le Grand Roi de l'Étoile Terrifiante") : Souverain de l'empire de Véga résidant sur la planète Stykadès (ベガトロン, Begatoron?) ; C'est un humanoïde de forte corpulence (il mesure entre 2m30 et 2m50) possédant une peau orange, des yeux rouges, une barbe violette et de grandes oreilles noires pointues. Il porte un uniforme rouge avec une ample cape de même couleur ornée d'une tête de mort et un petit casque violet et vert doté de dents et trois antennes blanches. Il reste tout d'abord à l'écart des conflits en commandant par visioconférence depuis la planète Stykadès, avant de prendre lui-même les choses en main devant l'incompétence de ses hommes et à la suite de l'explosion de sa planète, qu'il abandonne à contrecœur (épisode 52). À la suite de cette explosion, il s'installe dans le Camp de la Lune noire[12], Horos et Minos créant une base directement sur Terre, dans les profondeurs des océans. Dans les derniers épisodes, il doit subir la mort de sa fille Végalia, puis une tentative d'assassinat ; devenu fou, il finit par lancer une attaque générale sur la Terre, qui se solde par la destruction de ses forces et par sa mort dans le dernier épisode de la série.
- Minos (ガンダル司令, Gandaru-shirei?) : Commandant en chef des forces de Véga[13], un humanoïde à peau bleue établi au camp de la Lune noire, sur la face cachée de la Lune. Il porte un costume collant de couleur foncée et une large cape parme. Il est dévoué corps et âme à la cause de Véga, et est prêt à tous les sacrifices pour éliminer Actarus et s'emparer de la Terre. Ses yeux peuvent lancer des rayons (ceux-ci mettent à terre Hydargos dans l'épisode 2) et Minos a la particularité de partager son corps avec une créature appelée Minas (レディガンダル, Redi Gandaru?), qui, des épisodes 1 à 27, apparaît comme une minuscule femme à l'apparence de sorcière aux cheveux rouges résidant à l'intérieur de sa tête : lorsqu'elle prend la parole à son tour, le visage de Minos s'ouvre en deux par le milieu pour lui laisser place. Après la blessure contractée à la fin de l'épisode 27, Minas change d'apparence et devient un visage féminin qui se découvre lorsque la moitié ou la totalité du visage de Minos s'escamote, toujours en 2 parties. Minos et Minas, dont la nature de la relation reste libre d'interprétation, tombent rarement d'accord sur une stratégie machiavélique car ils sont le plus souvent en conflit. Comme les autres officiers des forces de Véga mais seulement dans le dernier épisode et séparément, chacun dans le cadre d'une démarche personnelle, Minos et Minas connaîtront la mort : Minas sera tuée par Minos après qu’elle ait décidé de trahir et d’assassiner Véga et Minos sera tué dans sa soucoupe lors de son dernier combat contre Goldorak.
- Hydargos (ブラッキー隊長, Burakkī-taichō?) : Commandant en second du camp de la Lune Noire[13] ; Hydargos, un extraterrestre chauve à peau grise et oreilles pointues revêtu d'un costume collant noir et jaune avec de larges épaulettes, de bottes et de gants jaunes, est un être sournois et haineux qui n'hésite pas, à l'occasion, à trahir ses pairs pour accaparer tous les honneurs. Il trouve la mort au début de la seconde saison (épisode 27) dans l'explosion de sa soucoupe amirale, après avoir entrepris de combattre lui-même Goldorak.
- Horos (科学長官ズリル, Kagaku chōkan Zuriru?) : Officier scientifique qui vient remplacer Hydargos sur la Lune Noire après la mort de ce dernier. C'est un humanoïde à la peau vert d'eau et oreilles pointues. Il porte une courte tunique jaune à manches longues avec des bottes hautes violettes. Son œil gauche est absent, remplacé par un cache-œil dissimulant un micro-ordinateur. Il est coiffé d'un casque violet doté d’ailes rouges de chauve-souris. Il possède le pouvoir d’hypnotiser les humains (ép 57). Il se vante souvent d'être un « homme de science », et non pas un militaire, et semble avoir des idées quelque peu différentes de celles de Minos quant à la conquête de la Terre. À plusieurs reprises, Horos et Minos, dont les grades militaires sont sensiblement égaux, s'affrontent, mais ils sont d'accord pour éliminer un rival des forces de Véga qui risque de vaincre Goldorak à leur place (épisode 53). C'est aussi l'officier de Véga le plus doté de sentiments, comme le prouve l'affection qu'il porte à son fils lui aussi nommé Horos, et les larmes abondantes qu'il verse lorsque ce dernier se sacrifie (épisode 69) pour lui permettre d'échapper à Goldorak. Dans l’épisode 72, Horos est tué sur Terre par Alcor, alors qu'il était sur le point d'abattre Actarus.

L’armée des forces de Véga se compose de soldats anonymes totalement masqués portant un uniforme vert clair avec gants et bottes violets: insensibles aux armes des Terriens, ils sont silencieux mais savent parler, et ont la capacité de s’emparer des corps des humains en se fondant en eux.

## Engins

### Goldorak et ses alliés

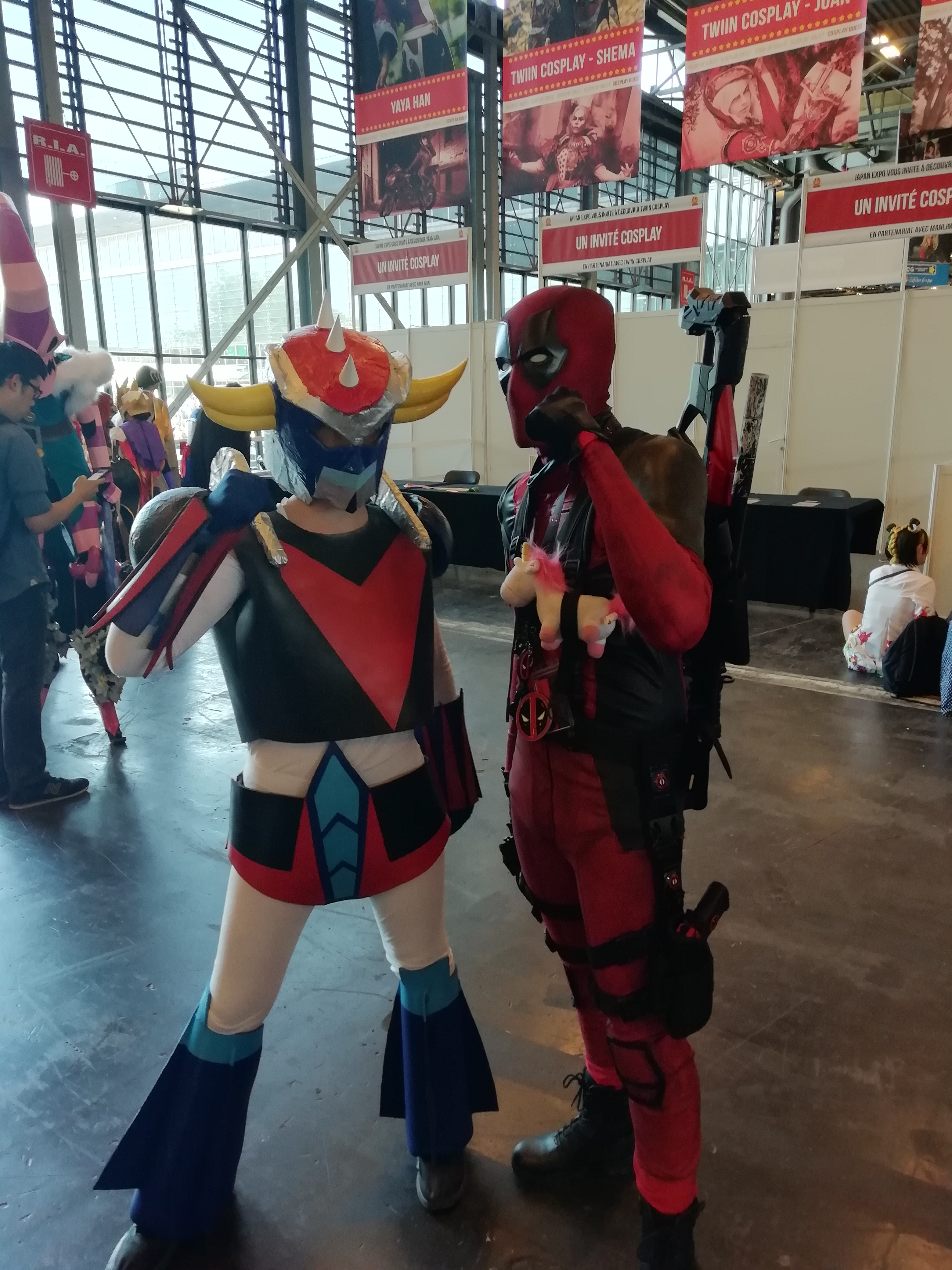
Cosplay de Goldorak (à gauche) aux côtés de Deadpool en 2019.

- Goldorak (グレンダイザー, Gurendaizā?) : Goldorak est une gigantesque machine de guerre extraterrestre en deux parties (un robot Mecha et sa soucoupe de transport), très lourdement armée. L'engin est stationné dans un lieu tenu secret du Centre de recherches spatiales. Il en sort, pour ses missions, par des routes souterraines ou son accès direct, eux aussi secrets.
  - Dans la version française, Goldorak a une origine véghienne : il est dit dans l'épisode 2 que « le Grand Stratéguerre, qui avait poussé la technologie jusqu’à une perfection diabolique, avait conçu le prototype d’une effroyable machine de guerre. Il l’avait appelé Goldorak. Véga avait projeté d’utiliser Goldorak pour conquérir l’espace. » Actarus ne pouvant se résoudre à laisser Goldorak entre ses mains parvint après une capture momentanée à s’échapper et à s’emparer de la machine ; l'épisode 49 ajoute que Véga s'est servi de Goldorak pour conquérir Euphor. Sa réalisation est donc antérieure à ce conflit. Goldorak a donc été conçu comme un engin offensif, mais s'est finalement retrouvé dans le rôle de défenseur de notre planète, Actarus étant parvenu à s'en emparer dans des conditions que l'on ignore et à s'enfuir sur Terre après avoir détruit grâce à lui ses poursuivants. Dans l'épisode 8, on apprend que Goldorak a été perfectionné sur Terre par Procyon et Actarus.
  - Dans la version japonaise, Goldorak a une origine euphorienne : Véga a besoin de celui-ci pour conquérir l'univers selon le teaser de l'épisode 2 et attaque donc Euphor pour s'en emparer ; on apprend dans l'épisode 49 que Goldorak est construit à l'effigie du dieu protecteur de la planète. L'épisode 2 indique cependant que Véga ne s'est pas emparé directement de Goldorak mais de la technologie euphorienne en vue d'en faire mauvais usage. Dans l'épisode 25, Aphélie reproche à Actarus de s'être échappé avec Goldorak sans combattre, ce qui peut sembler contradictoire avec l'idée de la récupération de la technologie euphorienne et d'une construction postérieure à la conquête d'Euphor, sauf si Actarus a été capturé et Goldorak construit après cette capture au début de l'occupation de la planète.

- Armes principales du robot mecha (Dizer en anglais) :
  - AchiléoChoc : coup de pied, Goldorak fonce sur son adversaire une jambe en avant.
  - AchiléoPunch : coup des deux pieds, Goldorak fonce sur son adversaire les deux pieds en avant.
  - Astérohache (ダブルハーケン, Daburu Hāken?, Harkens) : Deux tranchants en forme de croissant de lune sont expulsés des épaules du robot, pour être ensuite reliés par un long manche. Cela forme une hache double. Cette dernière peut être utilisée au corps-à-corps ou projetée sur l'adversaire.
  - Atomissiles (ハンドミサイル, Hando Misairu?, Backhand Missile) : Trois lance-missiles miniatures situés sur les poings du robot (Cette arme est utilisée uniquement dans la BD "La Montagne de Feu" ou "L'Enlèvement"[15]).
  - Cervofulgure (?) : Puissant rayon laser issu de l'une des trois pointes situées sur la tête du robot.
  - Cervo-cornofulgure (?) : Utilisation groupée du rayon laser et de l'éclair à partir de la tête du robot.
  - Clavicogyre (ショルダーブーメラン, Shorudā Būmeran?, Shoulder Boomerang) : Deux lames tranchantes en forme de croissant de lune (composants de la Astérohache) sont expulsées des épaules du robot pour être projetées. À l'instar d'un boomerang, elles regagnent ensuite leur position initiale.
  - Cornofulgure (スペースサンダー, Supēsu Sandā?, Space Thunder) : Les cornes du robot s'électrifient et projettent un éclair.
  - Fulguropoing (クラッシャーパンチ, Kurasshā Panchi?, Crusher Punch) : L'un des poings se désolidarise du bras et se propulse. Le bracelet constitué de pointes se retourne, orientant celles-ci vers l'avant. Une forme profilée et une vrille rapide augmentent alors le pouvoir de perforation. À l'instar d'un boomerang, il regagne ensuite sa position initiale.
  - Hélicopunch (スクリューパンチ, Sukuryū Panchi?, Screw Punch) : L'un des poings se désolidarise du bras et se propulse. Le bracelet constitué de pointes se retourne, pivotant comme une hélice. À l'instar d'un boomerang, il regagne ensuite sa position initiale.
  - IncrustoChoc : les doigts du robot s'incrustent dans le métal pour une prise maximale.
  - Optofisseur (ダイザービーム, Daizā Bīmu?, Dizer Beam) : Rayon désintégrateur lancé par les yeux du robot.
  - Pulvonium (ハンドビーム, Hando Bīmu?, Hand Beam) : rayons laser violets sortant des phalanges du robot, poings serrés.
  - Rétrolaser (反重力ストーム, Hanjūryoku Sutōmu?, Anti-Gravity Storm) : rayon répulseur polychromatique en forme de V jaillissant du thorax du robot. Il est utile pour repousser un adversaire.
  - RétroSpace : rayon répulseur qui sort du bassin du robot.
- Armes principales de la soucoupe porteuse (Spacer en anglais):
  - Mégamach : Engagement de la vitesse maximale (a priori mach 9)
  - Mégavolt (メルトシャワー, Meruto Shawā?, Melt Shower) : Liquide destructeur jaillissant de six trous situés sur la soucoupe du robot.
  - Missiles Gamma (スピンドリル, Supin Doriru?, Spin Drill) : Missiles en forme de cônes filetés lancés par les Planitrons. Ces derniers s'ouvrent pour laisser apparaître leur canon.
  - Planitron (スピンソーサー, Supin Sōsā?, Spin Saucer) : Disques à roues dentées en rotation rapide projetés depuis la soucoupe du robot.
  - Parasitaire ou brouilleur radar Anti-Radar Mist: un gaz violet sortant à l'arrière de la soucoupe qui affole les radars des ennemis.
  - Spirolargue : La soucoupe se met a tourner sur elle-même (de façon à désarçonner les golgoths qui s'en prennent à la soucoupe).
  - Voltogyre : La soucoupe se met a tourner sur elle-même en lançant des rayons Mégavolt.

- OVTerres (ティーフォー, Tīfō?) : La petite soucoupe jaune d'Alcor, équipée d'un lance-missiles sous une trappe, lui permet de combattre les navettes de Véga et d'effectuer des missions de reconnaissance. Elle apparaît dès la première minute du premier épisode. À la suite de sa destruction dans l'épisode 27, Alcor construit un deuxième OVT, également jaune mais de forme triangulaire, pas encore au point et dépourvu de tout armement. Cet appareil est détruit dès l'épisode 30 et remplacé par Alcorak. (Un OVTerre est un objet volant terrien, ainsi dénommé par opposition à l'OVNI, objet volant non identifié.)
- Alcorak (ダブルスペイザー, Daburu Supeizā?) : Conçu par Alcor et l'équipe du professeur Procyon, Alcorak est un appareil à la fois plus grand, plus puissant et surtout mieux armé que ceux qui l'ont précédé. Son aspect général, avec son nez effilé et ses ailes ajustables, n'est pas sans rappeler celui d'un avion supersonique. Il apparaît pour la première fois dans l'épisode 35 « Le Premier Raid » et prouve son efficacité en aidant Actarus à détruire son adversaire. Procyon, qui a perçu les avantages de combiner sa puissance et sa rapidité d'arrimage à Goldorak, conçoit un mécanisme permettant, via un corset d'assemblage, de jumeler les deux appareils. Cette innovation sera ensuite reprise pour les deux autres appareils de la Patrouille des Aigles. Il prend généralement son envol de l'emplacement central des trois aires de lancement du Centre spatial.
- Vénusiak (マリンスペイザー, Marin Supeizā?) : Conçu par le professeur Procyon et son équipe, Vénusiak apparaît pour la première fois dans l'épisode 41 « Le Baptême du feu ». Comme son nom l'indique, Vénusia en est le pilote attitré. Il s'agit d'un appareil amphibie destiné à compenser l'une des plus grosses faiblesses de Goldorak (il est moins efficace et autonome sous l'eau) mais qui reste efficient utilisé seul.
- Fossoirak (ドリルスペイザー, Doriru Supeizā?) : Piloté d'abord par Alcor puis par Phénicia, Fossoirak fait son apparition dans l'épisode 45 « Des Fourmis et des Hommes ». Muni de deux puissantes tarières rétractables (Tarièro-pulseurs), il est spécialement conçu pour évoluer sous terre en creusant un tunnel et peut même transpercer ses adversaires. Comme les autres appareils de la Patrouille des Aigles, il est capable de se jumeler avec Goldorak, mais en plus avec les bras.
- Aquarak (ウルトラサブマリン, Urutorasabumarin?) : Cet appareil est un sous-marin géant, dans lequel Goldorak s'installe et pilote, pour descendre à de grandes profondeurs (le robot est en effet incapable de descendre en dessous de 400 mètres de profondeur). Il apparaît une seule fois, dans l'épisode 67 « Opération plongée ». Actarus l'utilise pour aller délivrer Alcor, retenu prisonnier dans la base sous-marine édifiée par les forces de Véga (et située à plus de 1 000 mètres sous la surface des eaux), puis détruire cette dernière.
- Cosmorak (コズモスペシャルスペイザー, Kozumo Supesharu Supeizā?) : Ces appareils ne pouvant opérer que dans l'atmosphère, Procyon et son équipe conçoivent finalement le Cosmorak, un appareil spatial composé de trois vaisseaux différents, capables de se combiner et de se séparer à volonté. Chaque appareil, spécifiquement armé, est confié à un pilote (Alcor, Vénusia, Phénicia). Il apparaît pour la première fois dans l'épisode 73 « Pour l'amour de la Terre » alors qu'il est encore en cours de construction. Il ne sera opérationnel que pour l'épisode 74, soit le dernier de la série, lors du combat final contre le Grand Stratéguerre et ses troupes.

### Engins de Véga
- Navettes (ミニフォー, Minifō?) ; ミディフォー (Midifō?) : Les navettes sont des soucoupes volantes de combat beaucoup plus petites que Goldorak, pilotées par les soldats masqués et anonymes de Véga. Elles accompagnent généralement un engin plus grand et sont envoyées et détruites en grand nombre. Il en existe deux versions : le modèle rond équipé de six lasers, visible jusqu'à l'épisode 52 « La Génération des monstres ». Le deuxième modèle, muni d'un canon-laser au-dessus du fuselage et de deux lance-missiles, fait son apparition lors de l'épisode suivant « La Bête ». L'utilisation de ces nouveaux appareils fait directement suite à l'arrivée du Grand Stratéguerre sur la Lune noire. Leur apparence est clairement inspirée par celles du film La Guerre des mondes (1953).
- Golgoths / Antéraks (円盤獣, Enban-jū?) : Les machines envoyées depuis le Camp de la Lune Noire pour combattre la terre sont très différentes les unes des autres mais possèdent souvent deux formes différentes : la première, généralement celle d'une soucoupe, permet au Golgoth de voler, et la seconde, après transformation, est sa forme de combat, le plus souvent humanoïde ou robotico-animale. Certains ont plusieurs têtes ou sont capables de se désassembler et réassembler en plusieurs modules. Les Golgoths sont en principe autonomes et les Antéraks pilotés, mais l'adaptation française inverse parfois cette distinction qui lui est d'ailleurs propre et n'existe pas dans la version originale.
- Monstrogoths (ベガ獣, Bega-jū?) : À partir de l'épisode 52 « La Génération des monstres », le général Dantus, militaire de talent et scientifique de renom, parvient à transformer des animaux en machines de guerre : ce sont les Monstrogoths (terme qui, dans la version française, ne sera utilisé que dans l'épisode 52). Ces engins de mort allient, selon leur créateur, « l'instinct ancestral de la guerre à la sophistication des robots ». Ces nouveaux adversaires se révéleront beaucoup plus redoutables contre Goldorak.
- Soucoupes amirales (?) : Les soucoupes amirales sont les vaisseaux de commandement des forces de Véga. Ils servent d'une part à superviser les opérations de guerre et d'autre part à transporter les armements de combats, qu'il s'agisse des navettes ou des Golgoths. Trois soucoupes amirales sont visibles dans la série :
  - Durant la première saison, la soucoupe amirale du général Hydargos マザーバーン (Mazābān?) est composée de deux hémisphères roses soudés l'un à l'autre, terminés en chevrons inversés portant des antennes à ses extrémités, et peut s'arrimer à la base lunaire. Elle est détruite à la fin de l'épisode 27 Vaincre ou périr lors d'un combat contre Goldorak, au cours duquel Hydargos perd la vie.
  - Durant les saisons 2 et 3, la seconde soucoupe amirale ガンダル専用母艦 (Gandaru sen'yō bokan?) revêt une forme différente où l'une de ses extrémités est terminée par une tête monstrueuse. De la gueule de cette tête sortent les navettes de combat et les Golgoths. Ce vaisseau est lui aussi détruit par Goldorak lors du dernier épisode de la série. La destruction du vaisseau entraîne la mort de Minos.
  - Horos également utilisera une soucoupe amirale ズリル戦闘母艦 (Zuriru sentō bokan?), de forme assez comparable à celle de Minos : une soucoupe classique et amphibie avec un rostre monstrueux. Cet appareil se caractérise par une imitation de volcan en son sommet par lequel décollent les Golgoths. Ce vaisseau est détruit par l'action combinée du vaisseau de la princesse Végalia, Alcorak, Fossoirak et Goldorak lors de l'épisode 72 de la série, Horos en sort blessé mais il est finalement tué par Alcor.
- Vaisseau impérial (キング・オブ・ベガ, Kingu obu Bega?) : Le vaisseau impérial est l'immense engin spatial bleu en forme de cigare à bord duquel le Grand Stratéguerre quitte en catastrophe la planète Stykadès et se rend au Camp de la Lune noire. Du fait de ses dimensions, et ce même s'il dispose d'un armement essentiellement défensif, il ne s'agit pas d'un vaisseau de combat. Il est détruit à son tour dans le dernier épisode de la série par Actarus et la Patrouille des Aigles, entraînant la mort de Véga.

## Épisodes

### Saison 1
1. Les Frères de l'espace
2. Le Prince d'un autre monde
3. La Fiesta tragique
4. L'Île de la peur
5. Le Traquenard de la mort
6. Attaque sur Perlépolis
7. Le Festin des loups
8. Les radars se sont tus
9. Le Camp de la Lune noire
10. L'espion qui venait de Véga
11. Le jour où le soleil s'arrêta
12. Du sang sur la neige
13. Par le fer et par le feu
14. Le Jour du soleil levant
15. Akereb la rouge
16. Le Fiancé de la mort
17. La Chevauchée infernale
18. Le Nouveau Temps des cavernes
19. Le village écrasé
20. Terre en danger
21. Les Continents submergés
22. Les Massacreurs du ciel
23. Le Déluge des mondes
24. L'Exécuteur
25. Les Amoureux d'Euphor
26. Les Bords de l'abîme

### Saison 2
1. Vaincre ou périr
2. Les Nouveaux Maîtres des ténèbres
3. L'Oiseau de feu
4. La Pierre de foudre
5. Don Quichotte de l'espace
6. La Reine fantôme
7. Les Ailes de la mort
8. Le Mercenaire de l'oppression
9. Le Premier Raid
10. L'Invincible du cosmos
11. Une étoile est morte
12. Les Faiseurs de ténèbres
13. La Patrouille des aigles
14. Le Réveil des volcans
15. Le Baptême du feu
16. Péril en la demeure
17. La Victoire des aigles
18. Quand les chiens sont lâchés
19. Des fourmis et des hommes
20. Le Ballet des requins
21. Le Lac embrasé
22. Un monde en fusion
23. La Dernière Survivante
24. L'Aigle à quatre têtes
25. L'Étoile noire
26. La Génération des monstres

### Saison 3
1. La Bête
2. Le Serpent
3. Le Monstre du Loch Ness
4. Le Lynx de l'espace
5. Le Monstre et l'Enfant
6. Le Sosie
7. Le Commando
8. Les Rats
9. Pégase
10. Les Cygnes
11. L'Ours polaire
12. Cinq minutes pour mourir
13. Un grand entre les grands
14. La mort vient de la mer
15. Opération plongée
16. La Grande Douleur
17. Tel père, tel fils
18. L'Imposture
19. Le Meilleur Ami
20. La Princesse amoureuse
21. Pour l'amour de la Terre
22. Ce n'est qu'un au revoir

## Voix françaises
Pour le doublage en version française, réalisé par Michel Gatineau et Jane Val, la plupart des personnages portent des noms d'étoiles (Rigel, Alcor, Procyon, Mizar, Antarès), de planètes (Vénusia) et autres termes astronomiques (Aphélie, Nadir…). Quant au nom d'Actarus, il semble dériver du nom traditionnel de l'étoile α Bootis, Arcturus.
Michel Gatineau, connu pour avoir prêté sa voix au professeur Procyon, mais aussi comme la voix française de Michael Landon (La Petite Maison dans la prairie) et Horst Tappert (Inspecteur Derrick), est l'inventeur de tout ce vocabulaire issu des constellations, des noms mythologiques et bibliques — Golgoth vient de Golgotha — et des adaptations des noms d'attaques (son épouse, Liliane Gatineau, écrivaine sous le nom de Mike Cooper a créé les noms d'Hydargos et de Phénicia).
Il est l'adapteur de la série dont la version française diffère sensiblement de la version originale de la série Grendizer comme le précise entre autres un rapport d'études de 2017.
C'est également lui qui a choisi les acteurs pour le doublage qui, au départ, n'était prévu que pour 20 épisodes. Les personnages de Horos, Dantus et Phénicia ont été les seuls à changer de voix dans le courant de la série. C'est aussi à partir de la saison 3 que l'équipe VF reprenait une nouvelle suite de doublage.
- Daniel Gall : Actarus
- Pierre Guillermo : Alcor
- Michel Gatineau : Professeur Procyon ; le narrateur
- Jacques Ferrière : Rigel
- Jane Val : Vénusia ; l'institutrice de Mizar
- Marcelle Lajeunesse : Mizar ; la mère de Banta
- Michèle Bardollet : Aphélie
- Catherine Lafond : Phénicia (épisodes 53-74)
- Claude Chantal : Phénicia (épisodes 49-52)
- Jacques Berthier : Véga
- Jeanine Forney : Végalia
- Marc de Georgi : Hydargos
- Jean-Claude Michel : Minos
- Paule Emanuele : Minas
- Henry Djanik : Horos (2e voix) ; Sogrady ; Pr Schubyler
- Jacques Harden : Horos (1re voix)
- Claude Bertrand : Banta ; Bélier ; Titios
- Philippe Dumat : Argoly
- Pierre Fromont : Antarès
- Claude Joseph : Cochir
- Monique Thierry : Eurydie ; Elsa ; Alysée ; la mère d'Akénor
- René Arrieu : Dantus / Achéron (1re voix)
- Jean-François Laley : Dantus / Achéron (2e voix) ; Dagos ; Pollux
- Jacques Richard : Janus
- Arlette Thomas : Uranus
- Jean-Henri Chambois : grand-père d'Uranus ; Roi d'Euphor ; Coscythe
- Sylvaine Bressy : Cassiopée
- Pierre Hatet : Œudix
- Sylviane Margollé : Capella

## Production

### La série d'animation
Goldorak est un anime de science-fiction appartenant au genre « robots géants », qu'à compter de Gundam on baptise mecha. Dans les années 1970, apparaissent au Japon de nombreuses séries populaires mettant en scène des robots géants surpuissants, pilotés par des adolescents ou de jeunes adultes, entraînés par hasard dans des événements qui les dépassent et dont la tâche est généralement de sauver le monde. Ces séries sont rétrospectivement catégorisées dans le genre des « super robots »,.
Lorsque la Tōei crée et lance la série Grendizer, c'est essentiellement à la demande de Popy, devenue Bandaï et de la chaîne de télévision Fuji TV que la machine Grendizer est conçue selon un design rappelant celui des Mazinger, dans le but de mieux vendre des produits dérivés et des jouets.
L'artiste Gō Nagai a déjà connu un immense succès au Japon avec Mazinger Z. En fait, Mazinger Z et Great Mazinger se déroulent dans le même univers de fiction, tandis que l'univers de Grendizer est spécifique, même si des personnages apparaissent communs à ces trois séries.
Le personnage vedette étant à l'époque Kōji Kabuto (Alcor), Fuji TV demande qu'il soit intégré à la série Grendizer (il ne l'était pas dans le film prototype datant de juillet 1975) malgré la difficulté, que Tōei précise, d'avoir deux protagonistes principaux dans l'histoire. Désireuse de s'éloigner de l'univers de Mazinger Z, Tōei avait en effet souhaité explorer l'idée d'une technologie extraterrestre pouvant ainsi, comme l'a rappelé Gō Nagai, « dépasser n’importe quel robot imaginé jusque-là ».
Les personnages phares de Gō Nagai que sont Kōji Kabuto (Alcor) et ses amis apparaissant dans les épisodes 14 et 31, ainsi que Danbei Makiba (Rigel), sont issus d’œuvres antérieures de l'artiste (Mazinger Z pour les premiers et Abashiri Ikka et Cutie Honey pour le second).
Techniquement, l'animation en général dans la série, et des robots géants en particulier, peut apparaître rudimentaire pour les spectateurs d'aujourd'hui, habitués à des techniques plus évoluées. Elle marque cependant une évolution très sensible pour l'époque, comparée à des anime produits antérieurement tels que Mazinger, ceci grâce à des designs et une mise en scène pendant les combats très soignées.

### Les mangas
La première version du manga, accompagnant la diffusion de l'anime, dessinée successivement par Gō Nagai (avec la collaboration de Ken Ishikawa), puis par Yū Okazaki, est parue en France en 2015 chez Black Box.
La deuxième version du manga, dessinée par Gosaku Ōta, a été publiée en quatre volumes en français aux éditions Dynamic Visions, avec des couvertures de Jun'ichi Nakamura, puis rééditée par Black Box en 2015.
La troisième version du manga, dessinée par Eiji Imamishi, reste inédite sous nos latitudes, et n'a jamais été rééditée au Japon, à la différence des deux précédentes versions.
L'épisode 25 de l'anime est l'adaptation d'un passage du manga de Gosaku Ōta (vol.1, chapitre 3).

### Rôle de Go Nagai
La mention « auteur original » jointe au nom de Gō Nagai et figurant aux crédits correspond à son statut de dessinateur et fournisseur d'esquisses (dessins préparatoires) de personnages et machines retenus par Tōei Dōga pour servir de bases originales au travail des character-designers et animateurs Kazuo Komatsubara (ja) et Shingo Araki, ce dernier assisté de Michi Himeno (dont Grendizer est le premier anime en tant qu'animatrice sur les poses-clé et charadesigner associée).
Le studio Araki Production a fourni lui aussi à Tōei des esquisses, en particulier de « beaux personnages » (bikei characters), qui ont été retenues comme « originales », telles que celles de Naiida (Aphélie), Rubina (Végalia), Grace Maria Fried (Phénicia), Kirika (Alyzée) et Kane (Cyrus). Seul Gō Nagai a cependant été crédité « auteur original ». Son personnage de Kōji n'avait pas d'existence dans le projet originel de Tōei (il est absent du film-prototype) ; il a été intégré à l'univers Grendizer (alternatif à l'univers Mazinger) à la demande expresse de la chaîne Fuji TV adepte du Star System, rendant ainsi ardue la tâche de faire coexister, dans la série, deux protagonistes principaux.
Son studio Dynamic Planning fut régulièrement associé à Tōei pour les productions d'anime comme Grendizer, ce qui n'a pas été sans tension dès lors que des anime "sous collaboration" ont été vendus à l'étranger sans le consentement de Dynamic, en particulier Grendizer.
Gō Nagai a été identifié à tort à l'étranger comme « auteur unique d'un manga précédant et inspirant l'anime » et sera donc le seul membre du staff créatif à être invité à l'étranger en tant qu'auteur ; néanmoins il a été moins impliqué dans la création que le responsable du Planning Toshio Katsuta, le scénariste principal Shōzō Uehara, les scénaristes Tatsuo Tamura, Mitsuru Majima et Keisuke Fujikawa, le réalisateur en chef Tomoharu Katsumata, les charadesigners Kazuo Komatsubara et Shingo Araki, le mechadesigner Tadanao Tsuji...
Gō Nagai, qui possède désormais suffisamment de droits sur l'univers et les personnages, publie en 2014 Grendizer Giga, un reboot de la série,. Une vidéo animée promotionnelle est diffusée à l'occasion de la sortie du premier volume relié, correspondant au 40e anniversaire de la série originelle. L'édition française est distribuée en 2016 chez Black Box.

## Musique

### Musique de fond
Les musiques de fond (Back Ground Music - BGM) de Goldorak ont été composées par Shunsuke Kikuchi, musicien de renom surnommé le « Ennio Morricone japonais ». Ses créations se retrouvent aussi bien dans Albator, Dragon Ball Z que les films de Quentin Tarantino. Ces musiques ont été enregistrées par un orchestre classique au cours de deux sessions distinctes. La première concerne l'enregistrement des musiques de fond du film pilote de Goldorak (Uchû enban daisensô La Grande Bataille des soucoupes de l'espace). La deuxième concerne l'enregistrement spécifique des musiques de fond de la série Goldorak (Grendizer). Celles de la première session se retrouvent en intégralité dans le film pilote mais ont été aussi réutilisées tout au long de la série.
Le site Goldorak-OST recense ces musiques et constitue également un véritable hommage au compositeur.
Comme beaucoup de productions japonaises de l'époque, des musiques de fond d'autres séries apparentées sont ré-utilisées à l'occasion. En l'occurrence, Getter Robot, Miracle Shoujo Limit-chan ou encore Great Mazinger, dans les épisodes où apparaît le Béliorak (Boss Borot en VO et dans Mazinger Z).
Ces BGM ont été éditées plusieurs fois sur disque.
Les chansons d'insertion de l'anime ont généralement été retirées de la version française et remplacées par des versions instrumentales ou génériques. Leur version originale a fait l'objet d'une traduction littérale amateure en 2019.

### Génériques français et québécois
- Accours vers nous, prince de l'espace, première version du générique de début, reprise en français du générique original, enregistré en une seule prise et supervisé par les Japonais. Il a été diffusé en juillet et août 1978 (interprète : Enriqué Fort ; auteur : Pierre Delanoë ; compositeur : Shunsuke Kikuchi). Il n'a jamais été édité en disque dans cette version.
- Va combattre ton ennemi, générique de fin. Ce fut le premier générique final à être diffusé en juillet et août 1978 (interprète : Enriqué Fort ; auteur : Pierre Delanoë ; compositeur : Shunsuke Kikuchi). Ce générique a été retiré rapidement de l'antenne et n'a jamais édité en disque. On peut cependant retrouver des extraits de ces chansons dans certains épisodes de Goldorak durant les combats. Ce générique a suscité une certaine polémique, en effet, dans le deuxième couplet de la chanson, dans la phrase Tu vas sauver notre race, le mot “race” ne passe pas du tout pour la direction d'unité jeunesse d'Antenne 2. C'est pourquoi les dirigeants de la chaîne ont exigé un nouveau thème pour le dessin animé[32],[33].
- Goldorak, le grand : ce fut le second générique en français, devenu le générique officiel — totalement différent du générique original — de début et de fin d'épisode, à partir de septembre 1978 (interprète : Noam ; auteur : Pierre Delanoë ; compositeur : Pascal Auriat). Cette version qui demeure la plus connue, s'est vendue à plus de quatre millions d'exemplaires et a été fréquemment rééditée sur CD. Elle est présente, en version générique remastérisée et en stéréo, sur l'édition DVD / Blu-Ray réalisée par AB Vidéo.
- La Légende d'Actarus, nouvelle version d’Accours vers nous (texte réécrit et orchestration différente) diffusée en 1979 (interprète : Jean-Pierre Savelli / Les Goldies ; auteur : Pierre Delanoë ; compositeur : Shunsuke Kikuchi).
- Le Prince de l'espace, nouvelle version de Va combattre ton ennemi (texte réécrit et orchestration différente) diffusée en 1979 (interprète : Jean-Pierre Savelli / Les Goldies ; auteur : Pierre Delanoë ; compositeur : Shunsuke Kikuchi). Elle sera reprise plus tard par Bernard Minet dans certaines de ses nombreuses versions.
- Et l'aventure continue, diffusée en 1982 (interprète : Lionel Leroy ; auteur : Haim Saban ; compositeurs : Shuki Levy, Jacques Canestrier).
- La Justice de Goldorak, diffusée en 1982 (interprète : Lionel Leroy ; auteur : Haim Saban ; compositeurs : Shuki Levy, Jacques Canestrier)
- Le Retour de Goldorak – Goldorak Go, diffusée en 1987 (interprète : Bernard Minet ; auteur : Jean-François Porry ; compositeur : Jean-François Porry, Gérard Salesses).
- Accours vers nous et Va combattre ton ennemi sont ressorties dans les années 2000, avec une orchestration différente, toujours interprétées par Enriqué Fort et en format disque comprenant la totalité des paroles, inconnues jusqu'ici.
- Le Retour de Goldorak, générique de fin québécois en 1980 (interprète : Noam).
- Goldorak, Go, générique québécois en 1980 (interprète : Noam).
- Le groupe Band-Maid compose et interprète la chanson "Protect you" pour le générique de fin du reboot de la série en 2024[34].

### Autres chansons
D'autres chansons, hors génériques, existent :
- Goldorak et l'enfant, diffusée en 1979 (interprète : Jean-Pierre Savelli / Les Goldies).
- Goldorak et les 2 Mazinger, diffusée en 1982 (interprète : Michel Barouille).
- La ballade d'Actarus, diffusée en 1982 (interprète : Lionel Leroy).
- Robot, diffusée en 1982 (interprète : Lionel Leroy).
- Un Robot, un Héros, diffusée en 1987 (interprète : Bernard Minet ; auteur : Jean-Luc Azoulay ; compositeurs : Gérard Salesses ; Jean-Luc Azoulay).
- Le plus grand des robots, diffusée en 1987 (interprète : Bernard Minet ; auteur : Jean-Luc Azoulay ; compositeur : Gérard Salesses).
- Goldorak, oui c'est son nom, diffusée en 1987 (interprète : Bernard Minet ; auteur : Jean-Luc Azoulay ; compositeurs : Gérard Salesses, Jean-Luc Azoulay).
- Disco Goldorak, chanson québécoise diffusée en 1980 (interprète : Michel Smith).

## Accueil

### Au Japon
Au Japon, la série rencontre un succès réel (audience moyenne équivalente à celle de Mazinger Z mais avec des taux variables au cours de la diffusion, là où la constance caractérisait Mazinger Z). Alors que l'information qui prévaut pendant des années est que la série a été boudée au Japon, le mangaka Gō Nagai avance comme explications — finalement assez peu vérifiées par la suite — que le public nippon commençait à se lasser des séries de super robots, ainsi qu'un intérêt moindre envers les héros (comme Actarus) non japonais.
Ce qui est vérifiable est que le public nippon fan de Mazinger Z n'a pas apprécié que le personnage d'Alcor (qui était le héros de Mazinger Z) soit relégué au rôle de simple partenaire dans Grendizer. Mais telle était la volonté du marchand de jouets Popy, soucieux de vendre un maximum de produits, et surtout de la chaîne de télévision adepte du Star System comme le précise en 1979 Toshio Katsuta dans le Roman Album. Ces volontés ont été imposées à Tōei chez qui le responsable du planning de la série et d'autres collaborateurs voulaient faire de Grendizer une série à part et non un troisième volet de la très populaire saga des Mazinger.
Malgré ces réticences et celles de Gō Nagai, il a été décidé de faire apparaître celui qui deviendra en France Alcor dans la série. Le double protagoniste étant un principe impossible à mettre en œuvre comme le dit Katsuta encore en 2017 (12 novembre 2017 au「スーパーロボットまんがまつり」/ « Super Robot Manga Matsuri » dans le cadre du Nakano x Suginami Anime Festival), Alcor eut nécessairement un rôle secondaire. D'autre part, l'évolution vers une émancipation prononcée du personnage féminin de Vénusia a été mal perçue, à l'époque, par le public traditionnel Shonen japonais, particulièrement conservateur[réf. souhaitée]. Le développement de la série a, pour ces raisons, connu une « révision » en cours de route. L'apparition de Phénicia va de pair avec cette réorientation faite sous la pression de lobbies.

### À l'étranger
Dans les autres pays où Goldorak est importé — souvent presque par hasard — et en comparaison avec son accueil au Japon, la série remporte un succès considérable, pour ne pas dire phénoménal, particulièrement en Italie puis en France, ainsi qu'en Belgique, au Québec et en Espagne, mais également au Moyen-Orient, durant les premières diffusions en 1978 et 1979,. Toutefois, c'est surtout Mazinger Z qui est connue dans des pays comme l'Espagne, les États-Unis ou en Amérique latine, à la différence de la France et de l'Italie. En France, seul Goldorak a été vraiment célèbre.
Les détails connus concernant l'arrivée de l'anime en Europe sont précisés par le sociologue italien des médias Marco Pellitteri (it) dans un article de la Revue française des sciences de l'information et de la communication paru en langue française en 2020.
En France, la diffusion des anime en provenance du Japon progresse — lentement — vers le milieu des années 1970, ce pays produisant énormément de séries variées pour un prix moindre. On retrouve principalement la concurrence des États-Unis sur tous les formats d'animation TV, tandis que la production européenne demeure très faible et fort coûteuse,. Selon le distributeur de Goldorak, Jacques Canestrier (Pictural Films) et Bruno-René Huchez (décédé en 2016) qui rachète le catalogue Pictural Films lorsque Jacques Canestrier prend une retraite bien mérité, l'épisode est vendu 20 000 francs alors que les dessins animés tournés par la télévision française revenaient à l'époque à 30 000 francs la minute.
Cependant, selon Gō Nagai, la Tōei avait, à cette époque, décidé de brader à l'exportation pléthore de séries. La popularité de Goldorak, diffusée à partir de juillet 1978 sur Antenne 2, est très forte, tant pour la série que les jouets et tous les autres produits dérivés, à tel point que Jean-Marie Bouissou parle d'une « génération Goldorak » qui, devenue adulte, a permis le développement du marché du manga après Akira,. Ce sont ces animes japonais avec, entre autres spécificités, leur graphisme nouveau en France, tels Le Roi Léo, Princesse Saphir, Goldorak et Candy Candy — même si quelques très rares longs métrages les ont précédés au début des années 1970 — qui ouvrent également la voie à la déferlante des années 1980,. C'est aussi la première découverte du genre mecha en Occident,.
Preuve du phénomène, quelques auteurs avancent que le programme a atteint quasiment 100 % d'audience en France (pour la case horaire à dix-huit heures le soir dans Récré A2),,,. Les génériques de la série interprétés par Noam Kaniel (ceux interprétés préalablement par Enriqué n'ont pas connu de sortie sur disque à l'époque) ont été vendus, à ce jour, à plus de quatre millions d'exemplaires et ont obtenu plusieurs disques d'or. Fait significatif pour les amateurs d'anime, il est à noter que les ventes générées par ce disque furent — de son propre aveu — le point de départ déterminant de la carrière de producteur prolifique et de la fortune de son éditeur, Haïm Saban.
Dans son livre et ses interviews, Bruno-René Huchez précise que Goldorak a été particulièrement difficile à placer à l'antenne — pour de multiples raisons —, ce qui explique sa première diffusion in extremis et en catimini dans une période d'été traditionnellement creuse en audiences. En effet, dès leurs débuts en France, les séries japonaises firent inlassablement l'objet de diverses critiques ou incompréhensions des journalistes, associations parentales et sociologues. Goldorak, précurseur du genre, fut une cible de choix à travers notamment le livre À cinq ans seul avec Goldorak (1981) où Liliane Lurçat désapprouvait la violence, l'influence sur le comportement, ainsi que la « dépendance » que ce genre de séries créerait chez certains enfants.
Plus généralement, naissent des polémiques très fortes dans les années 1980 sur l'impact de la télévision en général sur les jeunes, visant plus particulièrement la présentatrice Dorothée et ses émissions, surtout après 1987 avec, par son entremise, la diffusion en masse par le groupe AB d'anime divers. Elle sera surnommée « Goldorothée » par ses opposants. Curieusement, d'autres anime originellement japonais mais présentés en France comme des séries américaines, car diffusées auparavant outre-Atlantique (La Bataille des planètes, Capitaine Flam...), ne furent pas spécialement l'objet de controverses malgré des scènes censurées par les diffuseurs, ou demeurant dans la droite ligne de ce qui était reproché aux anime japonais.
Au-delà des combats de robots traditionnels du genre mécha, principalement décriés en France, c'est davantage la trame dramatique développée tout au long des épisodes, incluant les nombreuses manipulations psychiques et morts de personnages, qui reste le point observable considéré comme le plus choquant pour une série destinée à la jeunesse en Occident. La réception japonaise, compte tenu de codes culturels établis après la Seconde Guerre Mondiale, et notamment la conquête sanglante d'Iwō Jima puis d'Okinawa suivies des bombardements d'Hiroshima et Nagasaki (danger venu du ciel, armes de destruction massive, puissances destructrices incontrôlables...), se fit beaucoup plus naturellement[réf. nécessaire].

## Distinctions et hommages
En 2013, la société de ventes volontaires Boisgirard-Antonini organise à l'Hôtel Drouot une vente aux enchères publiques entièrement consacrée à la culture populaire japonaise, incluant une riche collection de jouets et autres produits dérivés de Goldorak,,,,.
Goldorak a aussi inspiré des artistes contemporains, des peintres ou des sculpteurs. Certaines de ces œuvres ont été présentées lors de l'exposition Goldo Expo à Paris en 2015. On y retrouve les motifs fondateurs (mais généralement assez caricaturaux) de l’univers de la série.
Les 18 et 19 mars 2016, a eu lieu à Paris un colloque universitaire intitulé « Goldorak, le colloque des 40 ans », organisé par l'IRCAV (université Sorbonne Nouvelle) et le GRIC (université du Havre). Celui-ci est consultable sur internet ou disponible en PDF.
Le 3 juillet 2018, Goldorak fête ses 40 ans en France, un anniversaire remarqué par des médias nationaux,,,.
Le 6 février 2019, Paris-Match, dont Goldorak avait fait la couverture en 1978 sur un numéro traitant de « La Folie Goldorak », consacre sa page rétrospective au phénomène.
En juillet 2019, Go Nagai reçoit lors de la Japan Expo la distinction de chevalier de l'Ordre des Arts et des Lettres pour ses manga, dont Goldorak.

## Films
Au Japon, il existe deux films, n'excédant pas une demi-heure chacun, dans lesquels intervient Goldorak : Goldorak contre Great Mazinger (UFOロボ グレンダイザー対グレートマジンガー, UFO Robo Gurendaizā tai Gurēto Majingā) et L'Attaque du dragosaure ou Goldorak, Getter Robot G et Great Mazinger contre le dragonosaure (グレンダイザー・ゲッターロボG・グレートマジンガー 決戦!大海獣, Gurendaizā Gettā Robo Jī Gurēto Majingā kessen! Dai kaijū), tous deux sortis en salles au Japon au cours de l'année 1976.

### Goldorak contre Great Mazinger
Le film sort en salles le 20 mars 1976, dans le cadre du Toei Manga Festival.
Synopsis
Agacé par la lenteur des progrès du plan d'invasion de la Terre, le Grand Stratéguerre envoie le capitaine Barendros sur le camp de la Lune Noire. Barendros capture Alcor et découvre l'existence de Great Mazinger en fouillant sa mémoire. Il décide donc de s'emparer de ce robot, réputé invincible dans les souvenirs d'Alcor, pour combattre Goldorak, avec l'aide des golgoths no 70 et no 71.

### L'Attaque du dragosaure
Le film sort en salles le 18 juillet 1976, dans le cadre du Toei Manga Festival.
Synopsis
Appelée à l'aide par le professeur Alcyone, l'équipe Getter est envoyée à la recherche d'un bathyscaphe disparu. Un monstre marin géant, à l'origine de l'incident, menace la baie de Tokyo et nécessite l'intervention d'une unité d'élite composée des robots géants les plus puissants du Japon.
Doublage
Les deux films bénéficient d'un deuxième doublage en français par le Studio Belleville, et diffusés sur la chaîne Mangas 40 ans plus tard. Le deuxième film est renommé Goldorak, Getter Robot G et Great Mazinger contre le Dragonosaure à l'occasion.
- Alcor : Benoit du Pac[69],[70]
- Actarus : Philippe Catoire[69],[70]
- Barendros : Emmanuel Karsen[69]
- Pr Procyon : Thierry Kazazian[69]
- Mizar : Céline Melloul[69]
- Vénusia : Magali Rosezweig[69]
- Antarès : Antoine Nouel[69],[70]
- Boss : Bruno Magne[70]
- Alcyone : Laurent Larcher[70]
- Alphard : Benjamin Pascal[70]
- Pr Sirius : Antoine Tomé[70]

### La Guerre des soucoupes volantes
La Guerre des soucoupes volantes (宇宙円盤大戦争, Uchū enban dai sensō), sorti en salles le 26 juillet 1975 dans le cadre du Toei Manga Festival, est considéré comme le « pilote » de Goldorak, bien qu'il ne soit pas encore tout à fait le robot que l'on connaîtra peu après. L'histoire ressemble, très largement, aux épisodes 1 (Les frères de l'espace), 2 (Le Prince d'un autre monde), 72 (La Princesse amoureuse) et 74 (Ce n'est qu'un au revoir) de la série. Il constitue le point de départ de la série Ufo Robot Grendizer, commandée par la marque de jouets Bandai à Toei. Go Nagaï en redessinera de nombreux personnages, notamment le robot principal et sa soucoupe, mais en gardant la trame originale, développée pour en réaliser une série hebdomadaire tout en y adjoignant Koji Kabuto (Alcor).

### Goldorak au cinéma
En France, un montage des épisodes 1, 2, 4, 5 et 10 a été exploité en salles en 1979 sous le titre : Goldorak au cinéma ainsi qu'un livre-disque 33 tours (Goldorak comme au cinéma) qui, comme tous les innombrables produits dérivés de cette époque, a connu un succès immense.

### Le Retour de Goldorak
Après ce film, un deuxième est sorti en 1980, Le Retour de Goldorak, montage improbable et quelque peu incohérent des deux films Goldorak, Getter Robot G et Great Mazinger contre le Dragonosaure et Goldorak contre Great Mazinger et d'un autre anime : Devilman. Ce fut un échec, car la ferveur pour Goldorak tendait à s'estomper, mais surtout à cause de la médiocrité du montage invraisemblable et de la présence d'autres héros de Go Nagaï, peu connus hors Japon. La chanson de ce deuxième film, interprétée par Michel Barouille est tout aussi incohérente, s'intitule Goldorak et les deux Mazinger, et seule sa version instrumentale a été éditée sur un 33 tours consacré aux musiques de fond de San Ku Kaï et Albator ; celle-ci a d'ailleurs été réutilisée comme musique de fond d'Albator en version française.

## Éditions vidéo et DVD en français
À partir de la fin des années 1970 et jusque dans les années 1990, plusieurs épisodes ainsi qu'un film, ont été disponibles en cassettes VHS chez différents éditeurs, mais jamais la série complète. Quelques courts Super 8 sont sortis en 1979.
À l'été 2005, une première édition française au format DVD, éditée par les sociétés Déclic Images et sa filiale Manga Distribution, a très brièvement été mise en vente dans certains circuits de grande distribution, pour être retirée au bout de quelques semaines sur une plainte de Tōei animation. Une expertise démontra plus tard que cette édition avait été remontée à partir des DVD de la version japonaise (différente de la version française) sur laquelle le doublage français avait été rajouté,. L'éditeur et le distributeur français n'ayant pas les droits sur la série, une procédure judiciaire aboutit à la condamnation des deux sociétés le 24 juin 2009 à verser 4,8 millions d'euros aux ayants droit japonais pour contrefaçon de droits d'auteur et de marque ; un dernier volet pénal a aussi été jugé. Pourtant, ces trois coffrets pirates interdits restent toujours en vente, depuis plusieurs années, neufs, sur des sites de vente en ligne très connus ; ils proviennent de Hong Kong. On ne sait pas d'où provenaient les premières contrefaçons vendues à la sauvette en 2005.
Dans la même veine, Laurent de Gourcuff, PDG de Noctis, affirme avoir perdu plusieurs millions d'euros dans une escroquerie montée par Alexandre Huchez, lui promettant les droits sur Goldorak. Cette nouvelle « affaire Goldorak » devait être jugée au printemps 2016.
 (janvier 2020).
Au Québec, la firme Imavision avait pu distribuer légalement les DVD de Goldorak. Ceux-ci, restaurés mais comportant plusieurs coupes de censure par rapport à l'original, ont été disponibles à partir de fin 2012 sur le marché canadien francophone. Mais fin 2013, cette firme a été mise en faillite et son premier créancier n'est autre que la Toei.
Une sortie officielle a été annoncée par Toei Animation, ainsi que Gō Nagai, lors de sa venue à Monaco le 3 mars 2013. Ainsi, le 5 juin 2013, est paru le premier coffret DVD d'une série de six, contenant 12 à 13 épisodes en VF et VOST, non-censurés, remastérisés par Toei et AB Vidéo, diffuseurs de cette édition. Ceci permet notamment au public francophone de constater les différences nombreuses et importantes entre VF et VO (par le biais de sous-titres reprenant fidèlement les textes originaux) et de suivre la chronologie originale des épisodes. Cependant, au fur et à mesure de la sortie des coffrets, de nombreux amateurs de la série ont fait part d'une certaine déception sur plusieurs aspects et principalement sur divers choix techniques discutables (qualité de l'image comparée aux DVD japonais, etc.) ou autres modifications, pour ce qui était censé être une édition en tous points fidèle à l'originale. Ces critiques sont encore plus virulentes en ce qui concerne l'édition en Blu-Ray.
Le 14 juin 2017, Go Nagai revient en France au Festival du Film d'Animation d'Annecy, pour promouvoir la sortie d'un nouveau Mazinger. Le succès de ce nouveau film du populaire robot, reste malgré tout, de nos jours, incertain,. Mais à la lecture de ses nouvelles nombreuses entrevues, Go Nagai laisse assez clairement entendre que Goldorak ne connaîtra jamais de suite ou d'adaptation. Il confirme ceci lors de son retour en France en novembre 2017, en indiquant que le style mécha est désormais largement obsolète.
Les rediffusions de Goldorak, quarante ans après, représentent les meilleures audiences de la chaîne Mangas, avec 23 000 téléspectateurs en moyenne, à égalité avec Bleach, série plus moderne.
Première et seule sortie DVD officielle :
- Box 1 - 3 DVD - Épisodes 1 à 12 - sorti le 5 juin 2013. (ASIN B00BMQSUUS)
- Box 2 - 3 DVD - Épisodes 13 à 24 - sorti le 4 septembre 2013. (ASIN B00DHG30JW)
- Box 3 - 3 DVD - Épisodes 25 à 36 - sorti le 2 décembre 2013. (ASIN B00EVK69I2)
- Box 4 - 3 DVD - Épisodes 37 à 49 - sorti le 2 novembre 2016. (ASIN B01IRPO14K)
- Box 5 - 3 DVD - Épisodes 50 à 61 - sorti le 2 novembre 2016. (ASIN B01IRPO136)
- Box 6 - 3 DVD - Épisodes 62 à 74 - sorti le 2 novembre 2016. (ASIN B01IRPO122)
- Coffret « Intégrale » - 18 DVD - Épisodes 1 à 74 - sorti le 1er septembre 2014. (ASIN B00NH51C5M)

Seule sortie Blu-Ray officielle :
- Vol. 1 - Épisodes 1 à 27 - Saison 1 - sorti le 10 juin 2015. (ASIN B01IRPO17W)[86]
- Vol. 2 - Épisodes 28 à 52 - Saison 2 - sorti le 4 septembre 2015. (ASIN B01IRPO168)[87]
- Vol. 3 - Épisodes 53 à 74 - Saison 3 - sorti le 4 décembre 2015. (ASIN B01IRPO16S)
- L'intégrale des Blu-Ray regroupe ces trois volumes. (ASIN B019IO3P4Q)

Un coffret 2 DVD, Collection des films Mazinger, les super robots de Go Nagai, édité par AB, contenant sept moyens métrages, est sorti le 20 avril 2015 et permet de retrouver Goldorak dans deux aventures. (ASIN B01IU3RYES)
- Mazinger Z contre la tribu des démons ;
- Mazinger Z contre le Général Dark ;
- Great Mazinger et Getter Robot contre le monstre sidéral ;
- Great Mazinger et Getter Robot G – le sacrifice ultime ;
- La guerre des soucoupes volantes ;
- Goldorak contre Great Mazinger ;
- Goldorak, Getter Robot G, Great Mazinger contre le Dragonosaure.

Goldorak l'intégrale, en DVD de deux épisodes, est lancé périodiquement en kiosques début septembre 2015 chez TF1 Vidéo, dans des villes test, puis devient indisponible peu de temps après.
Goldorak est ressorti en kiosques chez Hachette en octobre 2016, en DVD de quatre épisodes, dans des villes test ; la série a de même été stoppée rapidement.
Ufo Robot Grendizer, la série japonaise originale et complète, existe également en DVD en deux coffrets et en version originale, mais n'est plus disponible. Elle a également existé en LaserDisc.
En juillet 2017, AB annonce la sortie d'un ultime coffret collector non numéroté sous carton, accompagné d'une soucoupe pour ranger les disques Blu-Ray. (ASIN B072MNV2Q3)
Le même mois, Hachette lance une collection de DVD avec des cadeaux (T-shirts, mugs, booklets et DVD Trois Films Mazinger) pour ceux ayant souscrit un abonnement. Un coffret de rangement pour accueillir les 19 DVD était fourni avec le premier numéro.

## Produits dérivés

### Jouets
De nombreux jouets ont reproduit avec plus ou moins de réalisme le fameux robot. La ruée sur sa version de 60 cm produite par Mattel et les ruptures de stock subséquentes à l'occasion de Noël 1978 ont marqué les mémoires. Aujourd'hui, la version équipée de sa soucoupe et des autres vaisseaux produite par Bandai demeure un collectible très recherché.

### Publications
Un bimensuel Goldorak, édité par Télé-Guide, est paru en France au moment où le dessin animé était diffusé. Ce magazine comprenait :
- une aventure de Goldorak suivant assez peu la logique de la série animée, au graphisme pour le moins grossier repris de versions italiennes de Altas Ufo Robot Goldrake ;
- agrafé en pages centrales, un carnet de disques autocollants à coller dans l'aventure de Goldorak dans les « blancs » prévus à cet effet ;
- une bande dessinée en feuilleton, totalement différente de l'univers de Goldorak.

Un mensuel Spécial Goldorak semi rigide, entièrement consacré au héros éponyme. Une histoire plus longue y était dessinée et demeurait souvent assez fidèle, malgré des dialogues réécrits en français largement improvisés. Le graphisme s'est nettement amélioré vers le milieu de la parution en se calquant nettement sur la série télévisée. Des numéros comme Goldorak Spécial Noël ou Goldorak Pocket sont aussi parus. À cette même époque, Goldorak a également été représenté régulièrement dans Télé Junior avec des histoires suivant, plus ou moins, la trame narrative de la série télévisée. Aux éditions Rouge et Or, de nombreux albums cartonnés sont parus, mélangeant quelques dessins de grand format assortis d'un texte à lire à part.
De nombreux magazines généralistes à l'époque ont évoqué Goldorak, souvent en couverture, tel Paris Match, ou encore récemment Télérama.
En août 2020, Hachette Collections édite une collection pour monter étape par étape une maquette de Goldorak, d'une hauteur de 70 centimètres.

### Jeux vidéo
Le jeu vidéo "Goldorak – Le Festin des Loups"  a été édité le 14 novembre 2023 sur PS4, PS5, Xbox One, Xbox Series, et PC.  Et le 10 octobre 2024 sur Nintendo Switch.
Le jeu est un beat them all  qui a été développé par le studio français Endroad (auteur de Fallback) et édité par Microids. 
Il est à noter que le compositeur polonais Marcin Przybyłowicz, (The Witcher 3: Wild Hunt) a été chargé de réorchestrer les mélodies d'origines du manga animé.

## Dans la culture populaire

### Bande dessinée
- La série de bande dessinée Sentaï School (depuis 2002) comporte de nombreuses références à Goldorak.
- L’album La Guerre des génies (octobre 1983[94]), 10e de la série de bande dessinée Léonard, met en scène un combat de deux robots géants dont l'un est un pastiche de Goldorak.
- L’album Le Réveil du Z (10 septembre 1986) de la série Spirou et Fantasio parodie Goldorak durant quelques cases avec Gueulderak.
- L’album Le ciel lui tombe sur la tête (14 octobre 2005) de la série Astérix fait référence à Goldorak à la page 25, les guerriers robots des nagmas (anagramme de mangas) sont les goelderas, probablement un clin d’œil au sketch Gueule de rat de Guy Bedos (voir plus bas).
- Une planche du Pif Gadget no 522 (26 mars 1979[95]) met en scène Placid et Muzo rencontrant Goldorak.
- Le gadget du Pif Gadget no 548 (24 septembre 1979[96]) est le Piforak avec son Herculopoing.
- L’album Goldorak, édité par Kana et créé par les Français Xavier Dorison, Denis Bajram, Alexis Sentenac, Brice Cossu et Yoann Guillo sort le 15 octobre 2021[97],[98]. L'histoire se déroule chronologiquement après la fin de la série animée[99] et la BD est accueillie plutôt favorablement par la critique[100].

### Dessin animé
- Dans la série Il était une fois… l'Espace, l'épisode « La révolte des robots » montre le personnage de Métro se battant contre un robot géant du nom de « Goldenbar », en utilisant certains termes de Goldorak : « fulguropoing », « astérohache », « cornofulgure »...
- Dans la série animée Robot Girls Z (2014) de la Toei, celle-ci rend clairement hommage à Goldorak ainsi qu'aux autres robots de Go Nagaï[101].

### Musique
- Les Fatals Picards ont conçu la chanson parodique Goldorak est mort, ou la complainte d'Actarus qui vient d’emboutir Goldorak dans un platane en revenant de boîte de nuit.
- Le chanteur italien Alessio Caraturo a réalisé une reprise du générique italien de Goldorak (Goldrake), sous forme de ballade.
- Le groupe Range La Machine a rendu hommage à Goldorak en reprenant sur leur album Traffic, sorti en 2002, la chanson Accours vers nous dans un style heavy metal.
- Dans la chanson Nés sous la même étoile, de 1997, du groupe d'hip-hop français IAM, on entend à la toute fin un extrait du 33 tours Goldorak comme au cinéma, sorti en 1979. C'est une phrase prononcée par Daniel Gall (Actarus), « Mon Dieu, pourquoi ne puis-je vivre comme n'importe quel être humain? Pourquoi mon destin est-il de ne pouvoir cesser de me battre ? »[102]
- Le disc jockey et producteur d' hip-hop français DJ Cam a samplé un extrait de l'épisode Les Amoureux d'Euphor (saison 1, épisode 25) dans sa chanson "Dieu Reconnaîtra Les Siens", de l'album Underground Vibes, de 1995[103]. C'est la voix de Daniel Gall (Actarus).
- Dans la chanson Do you speak martien? sur le premier disque de Benny B, le sample revenant en boucle est la voix de Rigel dans l’épisode 1 de la première saison, lors de l'arrivée d'Alcor au ranch du Bouleau Blanc (le sample ne sera pas crédité sur le disque)[104].
- Le groupe Québécois Yelo Molo reprit la chanson thème de la série sur leur album Méli-Molo paru en mai 2001.
- Le groupe de rap DSL a écrit un morceau nommé Goldorak.
- Le huitième morceau de l'album de RAP FULL HD s'intitule Goldorak et certains termes de la série y sont cités.
- Le groupe de metal progressif québécois Obliveon a repris la chanson Goldorak le grand sur l'album Flashback, une compilation de reprises de génériques de dessins animés.
- Dans l'EP Les 45 Tours de cochon (1980) de Los Gonococcos, groupe constitué de Jean Bonnefoy, Jean-Louis Le Breton et Yves Frémion, on appelle Goldorak au secours du Larzac dans les deux titres de la face A : Goldoraque Lou Larzem et Mezral Oul Qu'Arodlogue (le même morceau, passé à l'envers).
- La couverture de l'album des Daft Punk Random Access Memories représente leurs deux demi-casques côte-à-côte, inspirés de ceux de la série, et surtout, cette disposition constitue une caractéristique récurrente et majeure du second opening, peu connu en France, de Grendizer, réalisé par Shingo Araki.
- Enriqué Fort, le chanteur du tout premier générique français de la série en 1978 (jamais paru en 45t original), sort fin 2018 un remix intitulé Goldorak 2.0, en streaming[réf. nécessaire].

### Télévision
- Dans la version TV de Qui a tué Pamela Rose ?, Kad et Olivier entonnent la chanson de Noam, avant qu'un sosie de celui-ci accompagné de deux choristes n'apparaissent dans leur célèbre Fuego.
- Frédéric Martin recrée une aventure d'Actarus dans Le Monde de monsieur Fred. Épisode 232.
- Gō Nagai annonce un retour en anime pour 2023. Un teaser avec la construction d'un nouveau robot est dévoilé.

### Littérature et théâtre
- Guy Bedos a parodié Goldorak dans un sketch, Gueule de rat.
- Les Robins des Bois, tout au long d'un sketch sur le théâtre, pastichent les personnages de la série.
- Dans Un garçon comme vous et moi, l'historien Ivan Jablonka analyse le dessin animé sous l'angle de la "garçonnité", écrivant que Goldorak, avec ses armes, biceps, pectoraux, uniformes, voitures de courses et chevaux, proposait aux garçons des années 1980 "une sorte de stage viril". En même temps, Actarus, en tant qu'orphelin, exprime la vulnérabilité et le deuil[105].

### Figurines
- En France en septembre 2014 sort périodiquement en kiosques une série de près de cent figurines représentant largement l'univers de la série, Go Nagai Collection, retirée de la vente quelques semaines plus tard.
- Un Goldorak gonflable géant de 5 mètres avec sa pompe est en vente, pour décorer des animations.
- En 2020, les éditions Hachette mettent en vente une collection de fascicules contenant les éléments d'une figurine de 70 cm à assembler soi-même. Les fascicules comportent aussi un manga inédit, créé spécialement pour le marché européen et qui reprend chaque épisode de la série télévisée de manière extrêmement condensée.

### Webséries
- Rémi Gaillard a réalisé une de ses plus célèbres caméras cachées avec un déguisement de Goldorak réalisé spécialement pour l'occasion[106].

### Statues
- En 1979 à Lucé, un Goldorak gonflable de douze mètres et sa soucoupe ont été exposés sur les parkings de l'hypermarché Rallye[107].
- Le 9 décembre 2017 a été inaugurée à Montpellier une statue au look moderne de Goldorak[108].
- En décembre 2018, une Statue de Goldorak haute de 7 mètres, construite en fer forgé est installée sur un rond-point de la commune de Thiers en France[109].
- La chapelle de Bethléem à Saint-Jean-de-Boiseau possède une chimère représentant Goldorak, en tant que chevalier au cœur pur[110].
- En 2019, lors d’un événement à Riyad, une statue de 33 mètres de Goldorak a été érigée, engendrant une queue géante pour faire sa photo avec le robot éponyme[111]. Cette statue a été reconnue par le Guinness World Records comme la plus grande sculpture en métal d'un personnage fictif au monde[112].

### Ressources radiophoniques
- Nicolas Martin, « Goldorak, Fulgoropoing c’est tout ! » » [audio], émission La Méthode scientifique (58 min), France Culture, 10 décembre 2021.
- Frédérick Sigrist, « Goldorak : cornoculture » [audio], émission Blockbusters (1 h 7), France Inter, 4 août 2022.